# Província de Tarapacá
Tarapacá fou una província de Xile que existí legalment del 1884 fins a 1974, creada a partir del departament de Tarapacá peruà. El territori de Tarapacá va ser lliurat a Xile sota les condicions del Tractat d'Ancón, mitjançant el qual Xile assumia el domini sobre el departament de Tarapacá, i la possessió de les províncies de Tacna i Arica del departament de Tacna per deu anys, després del qual s'organitzà un plebiscit per determinar la sobirania sobre aquestes i altres matèries. La província va ser creada oficialment el 31 d'octubre de 1884, per una llei que establí:
| « | Art. 1°. Al territori de Tarapacá, es crea una província que durà el mateix nom i tindrà els límits següent: Al Nord, la quebrada i riu de Camarones; al Sud, la quebrada i riu Loa fins al poble de Quillagua inclusivament, i des d'aquest punt, una línia que, tocant els volcans Miño, Olca i Tua, arribi fins a la frontera boliviana; a l'Est, la República de Bolívia; i a l'Oest, l'Oceà Pacífic. La resta del territori de Tarapacá, que es troba al sud dels límits signats a aquesta província, quedarà sotmès al territori de les autoritats del territori d'Antofagasta o Tocopilla. | » |

Així la província de Tarapacá, d'uns 50.000 km², s'organitzà d'aquesta manera:
| Departament | Capital | Subdelegacions | Districtes |
| ----------- | ------- | -------------- | ---------- |
| Pisagua     | Pisagua | 5              | 18         |
| Tarapacá    | Iquique | 13             | 34         |

Amb el DFL 8582 de 30 de desembre de 1927 s'establí:
| « | Article 1° Es divideix el país a les següents províncies, departaments i territoris: […] PROVÍNCIA DE TARAPACÀ.- Capital Iquique.- Departaments: Pisagua i Iquique; | » |

Així la província quedà conformada per:
| Departament | Capital |
| ----------- | ------- |
| Pisagua     | Pisagua |
| Iquique     | Iquique |

En virtut del Tractat de Lima de 1929 se suprimí la província de Tacna de Xile, passant el departament de Tacna al Perú, i passant el Departament d'Arica a la nova Província de Tarapacá. L'extensió de la província va canviar a 58.072 km².
| Departament | Capital |
| ----------- | ------- |
| Arica       | Arica   |
| Pisagua     | Pisagua |
| Iquique     | Iquique |

El 1974 es crea la I Regió de Tarapacá, a partir del territori de la Província de Tarapacá i algunes parts de la província d'Antofagasta.